# Innerschwand am Mondsee
Innerschwand am Mondsee – gmina w Austrii, w kraju związkowym Górna Austria, w powiecie Vöcklabruck. 1 stycznia 2015 liczyła 1105 mieszkańców.